# 式道候
式道候（しきどうこう）は、紀元前3世紀から紀元4世紀の中国で、皇帝の外出時に先行することを役目とした官職である。複数いるときは式道左候、式道右候、式道中候などと呼び分けた。

## 歴史

### 秦
史書に秦の式道候について記述はないが、前漢の制度は多く秦のものを引き継いでいるので、秦にもあった可能性は高い。

### 前漢
前漢では、式道左候、式道右候、式道中候の3人がいた。秩石は600石。皇帝が外出するときに先行し、道を清めた。式道候が戻り、麾をもって宮門で合図すると、そこで宮門が開き、皇帝の出御となった。
候丞が次官としてついた。式道左候丞、式道右候丞、式道中候丞であろう。
はじめ中尉の属官（部下）で、太初元年（紀元前104年）に中尉が執金吾と改称すると執金吾に属した。

### 後漢
後漢では常設の官ではなくなり、必要なとき郎（郎官）を1名兼任させ、事がおわるとやめさせた。また、執金吾には属さなかった。

### 晋
三国時代にあったかはわからないが、西晋には式道左候と式道右候の2名がいた。西晋の皇帝が外出するときの行列について述べた『晋書』「中朝大駕鹵簿」によれば、先象車（象が牽く車）と鼓吹13人が先頭になり、次に騎馬の静室令、次に左右に分かれた2騎の式道候が続いた。